# البرس‌دارف
البرس‌دارف (به آلمانی: Albersdorf) یک شهر در آلمان است که در شلسویگ-هولشتاین واقع شده‌است.

## خصوصیات
البرس‌دارف ۱۷٫۱۳ کیلومترمربع مساحت دارد ۴۲ متر بالاتر از سطح دریا واقع شده‌است.